# Раковицько-Селище
45°01′ пн. ш. 15°40′ сх. д. / 45.01° пн. ш. 15.66° сх. д.
Раковицько-Селище (хорв. Rakovičko Selište) — населений пункт у Хорватії, в Карловацькій жупанії у складі громади Раковиця.

## Населення
Населення за даними перепису 2011 року становило 99 осіб.
Динаміка чисельності населення поселення: